# The Blue Notebooks
The Blue Notebooks es el segundo álbum del productor/compositor alemán Max Richter, publicado el 26 de febrero de 2004 bajo el sello 130701, de la discográfica FatCat Records.

## Contexto
Richter compuso The Blue Notebooks en el período previo a la invasión de Irak de 2003. Lo describió como «un álbum protesta sobre la situación de Irak, una meditación sobre la violencia – tanto sobre la violencia que había experimentado personalmente a mi alrededor de niño como la violencia de la guerra, ante la futilidad de tantos conflicto armados». El álbum fue grabado alrededor de una semana después de las manifestaciones contra la guerra.
El álbum contiene fragmentos leídos de The Blue Octavo Notebooks de Franz Kafka y Hymn of the Pearl and Unattainable Earth de Czesław Miłosz.  Ambos fueron leídos por la actriz británica Tilda Swinton.

## Uso en películas
La pista "On the Nature of Daylight" se usa en la película de 2006 de Will Ferrell Más extraño que la Ficción, en Disconnect (2012), dirigida por Henry Alex Rubin, en La cara de un ángel (2014), dirigida por Michael Winterbottom, en Les Inocentes (2016), dirigida por Anne Fontaine, en La llegada (2016), dirigida por Denis Villeneuve, y en Togo (2019), dirigida por Ericson Core. También aparece en la banda sonora de la película de 2010 de Martin Scorsese, Shutter Island. Fue mezclada con la voz de Dinah Washington de su éxito de 1960 "This Bitter Earth" para la misma película y la banda sonora.
"Shadow Journal" y "Organum" fueron incluidas en la banda sonora de la película de Ari Folman Vals con Bashir. La banda sonora original de la película fue compuesta por Richter. La llegada utiliza "On the Nature of Daylight" en la escena de apertura y en los créditos .
En la serie de Hulu, Castle Rock de 2018, el tema es utilizado como cierre del episodio 7 de la primera temporada "The Queen"
En la serie de Hulu, The Handmaid's Tale en su 4.ª temporada 2021, el tema es utilizado como fondo en una de las escenas finales.
En la serie de HBO Max, The Last of Us en su 1.ª temporada 2023, el tema es utilizado como fondo en una de las escenas finales del 3 er episodio.

## Recepción crítica
The Blue Notebooks recibió elogios de los críticos de música contemporánea (véase tabla).

## Lista
Todas las canciones escritas y compuestas por Max Richter. 
| N.º | Título                      | Duración |  |
| 1.  | «The Blue Notebooks»        | 1:19     |  |
| 2.  | «On the Nature of Daylight» | 6:11     |  |
| 3.  | «Horizon Variations»        | 1:52     |  |
| 4.  | «Shadow Journal»            | 8:22     |  |
| 5.  | «Iconography»               | 3:38     |  |
| 6.  | «Vladimir's Blues»          | 1:18     |  |
| 7.  | «Arboretum»                 | 2:53     |  |
| 8.  | «Old Song»                  | 2:11     |  |
| 9.  | «Organum»                   | 3:13     |  |
| 10. | «The Trees»                 | 7:52     |  |
| 11. | «Written on the Sky»        | 1:40     |  |

## Lanzamiento
| País           | Fecha                 |
| -------------- | --------------------- |
| Reino Unido    | 26 de febrero de 2004 |
| Estados Unidos | 18 de mayo de 2004    |